# ジュニア・ボナー/華麗なる挑戦
『ジュニア・ボナー/華麗なる挑戦』（Junior Bonner）は、サム・ペキンパー監督、スティーブ・マックイーン、ジョー・ドン・ベイカー、ロバート・プレストン、アイダ・ルピノ出演の1972年のアメリカ合衆国の映画である。ロデオ大会に出場するため故郷のアリゾナ州プレスコットに戻り、疎遠だった家族と再会する男が描かれる、批評家のあいだではペキンパーのフィルモグラフィの中で最も穏やかな作品であると言われている。

## キャスト
※括弧内は日本語吹替（初回放送1976年4月11日『日曜洋画劇場』）
- ジュニア・ボナー：スティーブ・マックイーン（内海賢二）
- エース・ボナー：ロバート・プレストン（神田隆）
- エルビラ・ボナー：アイダ・ルピノ
- バック・ローン：ベン・ジョンソン
- カーリー・ボナー：ジョー・ドン・ベイカー（仲村秀生）
- シャルマーニュ：バーバラ・リー（英語版）（増山江威子）
- ルース・ボナー：メアリー・マーフィ（英語版）
- レッド・ターウィリガー：ビル・マッキーニー（英語版）
- デル：ダブ・テイラー（英語版）

## 評価
同時期に本作と同じくロデオをテーマとした『ロデオに生命を賭けた男』、『賞金稼ぎのバラード』、『ロッキーの英雄・伝説絶ゆる時』が公開されて供給過剰となったこともあり、興行的に失敗した。興行収入は北米で190万ドル、その他の国々で90万ドルであり、282万ドルの損失を出した。
ペキンパーを尊敬している井筒和幸が若き日に見て絶賛している作品であり、ネット連載で取り上げている。